# Carolei
Carolei (Karalea in greco bizantino) è un comune italiano di 3 074 abitanti della provincia di Cosenza, in Calabria. Il territorio appartiene all'area geografica delle Serre Cosentine che comprende numerosi comuni dell'hinterland di Cosenza disposti lungo il versante della Catena Costiera (o Paolana). È posto a SO di Cosenza. Confina con i comuni di Dipignano, Domanico e Mendicino e il suo territorio, di 15,43 km², è compreso tra 270 e 1018 metri di altitudine. 
Carolei diede i natali (5 aprile 1853) all'insigne pianista e compositore Alfonso Rendano.

## Origini del nome
Il nome del paese deriverebbe da Caloleis, ossia discendente della famiglia Caroleo ma secondo altri il nome deriverebbe invece dal latino Caralis (stesso nome latino e greco di Cagliari) con l'aggiunta del suffisso -eus.
Alcuni studiosi, basatisi su fonti di antichi scritti, indicano il primo nucleo urbano fondato dagli Enotri con la denominazione di Ixias, altri la riconducono alla città greco-bizantina di Karalea.

## Società

### Evoluzione demografica
Abitanti censiti

## Infrastrutture e trasporti
Il comune è interessato dalle seguenti direttrici stradali:
- Strada Statale 278 di Potame (SS278)

## Amministrazione
| Periodo        | Periodo        | Primo cittadino    | Partito                  | Carica                  | Note |
| -------------- | -------------- | ------------------ | ------------------------ | ----------------------- | ---- |
| 12 giugno 2017 | 14 giugno 2022 | Francesco Iannucci | lista civica (Rinascita) | Sindaco                 |      |
| 15 giugno 2022 | 15 maggio 2023 | Antonella Regio    | Indipendente             | Commissario prefettizio |      |
| 15 maggio 2023 | in carica      | Francesco Iannucci | lista civica (Rinascita) | Sindaco                 |      |

## Sport

### Calcio
La squadra principale è l'Asd Sporting Carolei che dal 2016 milita nel campionato di Seconda Categoria.
Sono anche presenti due squadre di calcio a 5, Eremiti Carolei e San Luca Vadue che militano nel campionato di serie A del CSI.